# Мартен, Луи (святой)
 Луи́ Марте́н  (фр. Louis Joseph Aloys Stanislaus Martin; 22 августа 1823, Бордо — 29 июля 1894, Арньер-сюр-Итон) — святой Римско-Католической Церкви, отец святой Терезы из Лизье, муж святой Мари-Зели Мартен.

## Биография
Луи Мартен был третьим ребёнком Пьера-Франсуа Мартен и Мари-Анн-Фани Боро. В 1858 году Луи Мартен женился на Мари-Зели Герен. У них родилось девять детей, четверо из которых умерли в раннем детстве.
Пятеро дочерей Луи Мартена стали монахинями, самая известная среди которых была святая Тереза из Лизье:
- Мария (22.02.1860 — 19.12.1940) вступила в монастырь кармелиток, приняв в монашестве имя Мария Святейшего Сердца;
- Паулина (7.09.1861 — 28.04.1951) вступила в монастырь кармелиток, приняв монашеское имя Агния Иисуса;
- Леони (3.06.1863 — 16.06.1941) вступила в монастырь визитанок, приняв монашеское имя Франциска Тереза;
- Селина (28.04.1869 — 25.02.1959) вступила в монастырь кармелиток, приняв монашеское имя Женевьева Святого Лика;
- Тереза (2.12.1873 — 30.09.1897) была провозглашена святой в 1925 году.

28 августа 1877 года жена Луи Мартена умерла от рака груди и он, продав мастерскую, переехал в Нормандию к её брату. В 1889 году Луи Мартен перенёс инсульт, который привел его к парализации. После выздоровления он вернулся в Лизье, где его дочери Селина и Леони ухаживали за ним до его смерти 29 апреля 1894 года.

## Прославление
26 марта 1994 года папа Иоанн Павел II подтвердил героические добродетели Луи Мартена и его жены Зели Мартен. 19 октября 2008 года в базилике святой Терезы они были причислены к лику блаженных папским легатом Хосе Сараива Мартинсом.
18 октября 2015 года вместе с женой канонизирован папой римским Франциском.
День памяти — 12 июля.

## Источник
- Joyce R. Emert: Louis Martin, father of a saint. New York, N.Y.: Alba House, 1983. ISBN 0-8189-0446-1.